# Nakaznici
Nakaznici (Phasmida, Cheleutoptera) su red srednje do velikih kukaca koji obično imaju dugačko štapićasto ili listasto tijelo. Neki su dugački i više od 30 cm, pa pripadaju najvećim kukcima. Prednja krila su im čvršća i tvrda, obično skraćena, a stražnja imaju analnu lepezu. Pri mirovanju krila su plosnato položena iznad zatka. Ticala su različite duljine, često i vrlo dugačka. Dugačke tanke noge su hodalice. 
Nakaznici su tromi kukci. Obično žive u vrućim krajevima. Hrane se lišćem. Njihova jajašca su u obliku sjemenki pa ih ženke jednostavno ostavljaju na tlo. Kod mnogih je nakaznika izražena fitomimeza, beskrilni oblici su slični grančicama, čak i kvrgavima i trnovitima, a krilati oblici lišću.
Najpoznatije su porodice: Phyllidae i štapićnjaci (Phasmatidae). U priobalnom dijelu Hrvatske žive dvije vrste paličnjaka iz porodice Bacillidae: Bacillus rossius redtenbacheri i Bacillus atticus mulleri.